# Alzi
Alzi (in corso Alzi) è un comune francese di 18 abitanti situato nel dipartimento dell'Alta Corsica nella regione della Corsica.

## Società

### Evoluzione demografica
Abitanti censiti